# Poropeltaris
Poropeltaris is een geslacht van uitgestorven zee-egels uit de familie Hyposaleniidae.

## Soorten
- Poropeltaris sculptopunctata Quenstedt, 1875 †